# Conservatorio Real de Lieja
El Conservatorio Real de Lieja (en francés: Conservatoire royal de Liège; en neerlandés: Koninklijk Conservatorium Luik) es uno de los cuatro conservatorios de música de la Comunidad francesa de Bélgica, que ofrece cursos de educación superior de música y teatro. Situado en la 29 Piercot Forgeur en la ciudad de Lieja, el edificio principal de la escuela fue construido en 1887 en estilo neoclásico por los arquitectos Luis Boonen y Laurent Demany. En el interior del edificio hay una sala de conciertos grande, la Sala Filarmónica de Lieja, que ha sido recientemente renovada por completo. El salón es el lugar principal de presentaciones para la Orquesta Filarmónica de Lieja.